# Wachsbäume
Die Wachsbäume (Carissa) sind eine Pflanzengattung in der Unterfamilie der Rauvolfioideae innerhalb der Familie der Hundsgiftgewächse (Apocynaceae). Sie ist in der Paläotropis verbreitet.

## Beschreibung

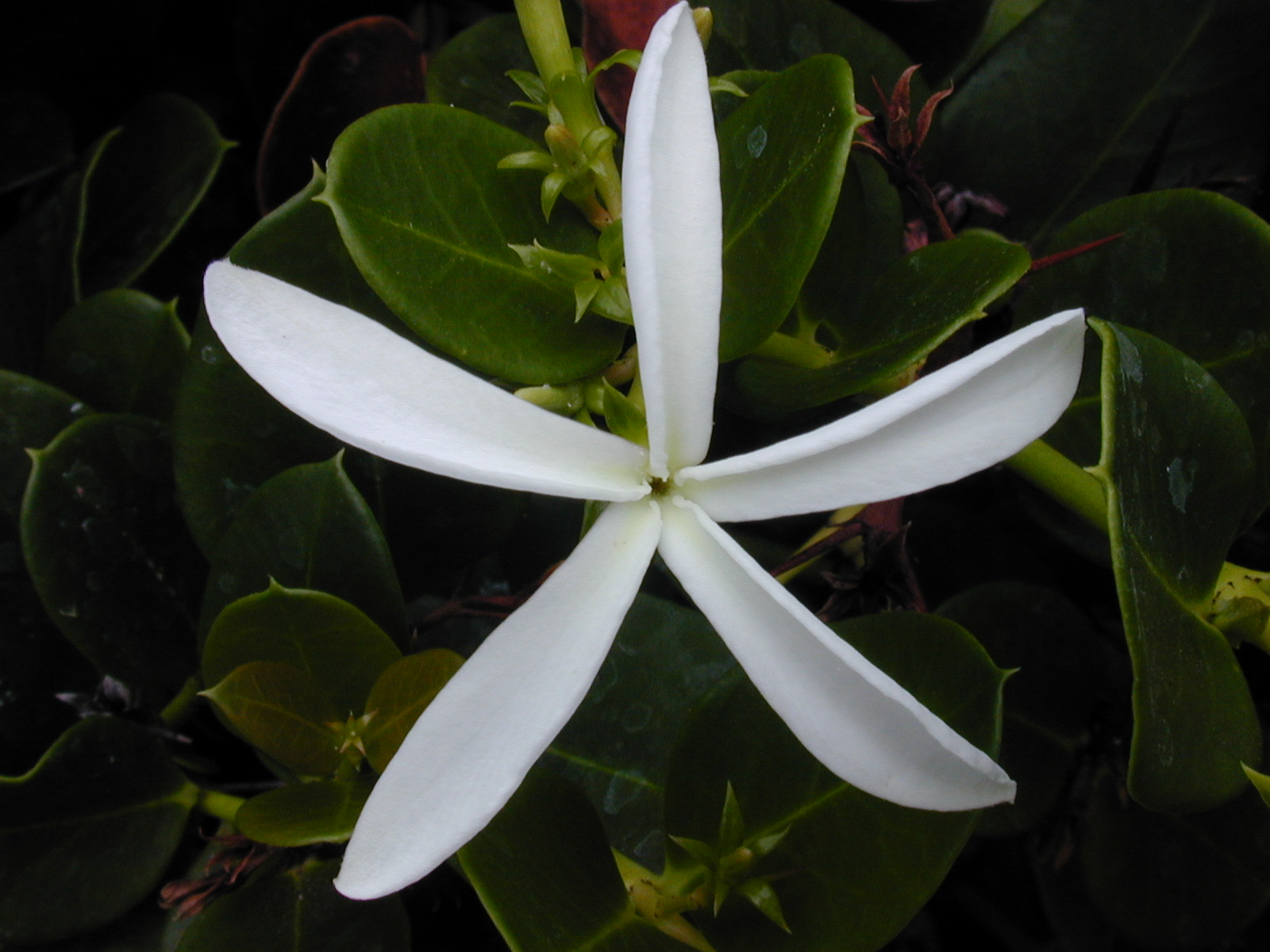
Blüte der Natalpflaume (Carissa macrocarpa)

### Vegetative Merkmale
Die Carissa-Arten sind verholzende Pflanzen, die als selbständig aufrechte oder klimmende Sträucher oder kleine Bäume wachsen. Sie sind meist stark mit Dornen bewehrt. Die Äste verzweigen dichotom, gabeln sich also in etwa gleiche Hälften auf.
Die gegenständig angeordneten Laubblätter sind in Blattstiel und -spreite gegliedert. Der Blattstiel ist 2 bis 3 Millimeter lang. Die Blattspreiten sind einfach.

### Generative Merkmale
Über end- oder seitenständigen Blütenstandsschäften stehen in zymösen Blütenstände einige, mehrere bis viele gestielte Blüten zusammen oder die Blüten sind einzeln.
Die meistens zwittrigen Blüten sind meist fünfzählig mit doppelter Blütenhülle. Die Kronblätter sind zu einer zylindrischen Blütenröhre verwachsen. Die stieltellerförmige Blütenkrone endet in längeren Kronlappen, die sich nach links oder rechts überlappen. Die Staubblätter überragen die Kronröhre nicht. Die Staubbeutel sind eilanzettlich mit stumpfem oder bespitztem oberen Ende. Der oberständige Fruchtknoten ist zweikammerig. In jeder Fruchtknotenkammer sind ein bis vier, selten viele Samenanlagen vorhanden. Ein Diskus ist selten vorhanden.
Die ein- bis zweikammerigen Beeren enthalten zwei oder mehr Samen.

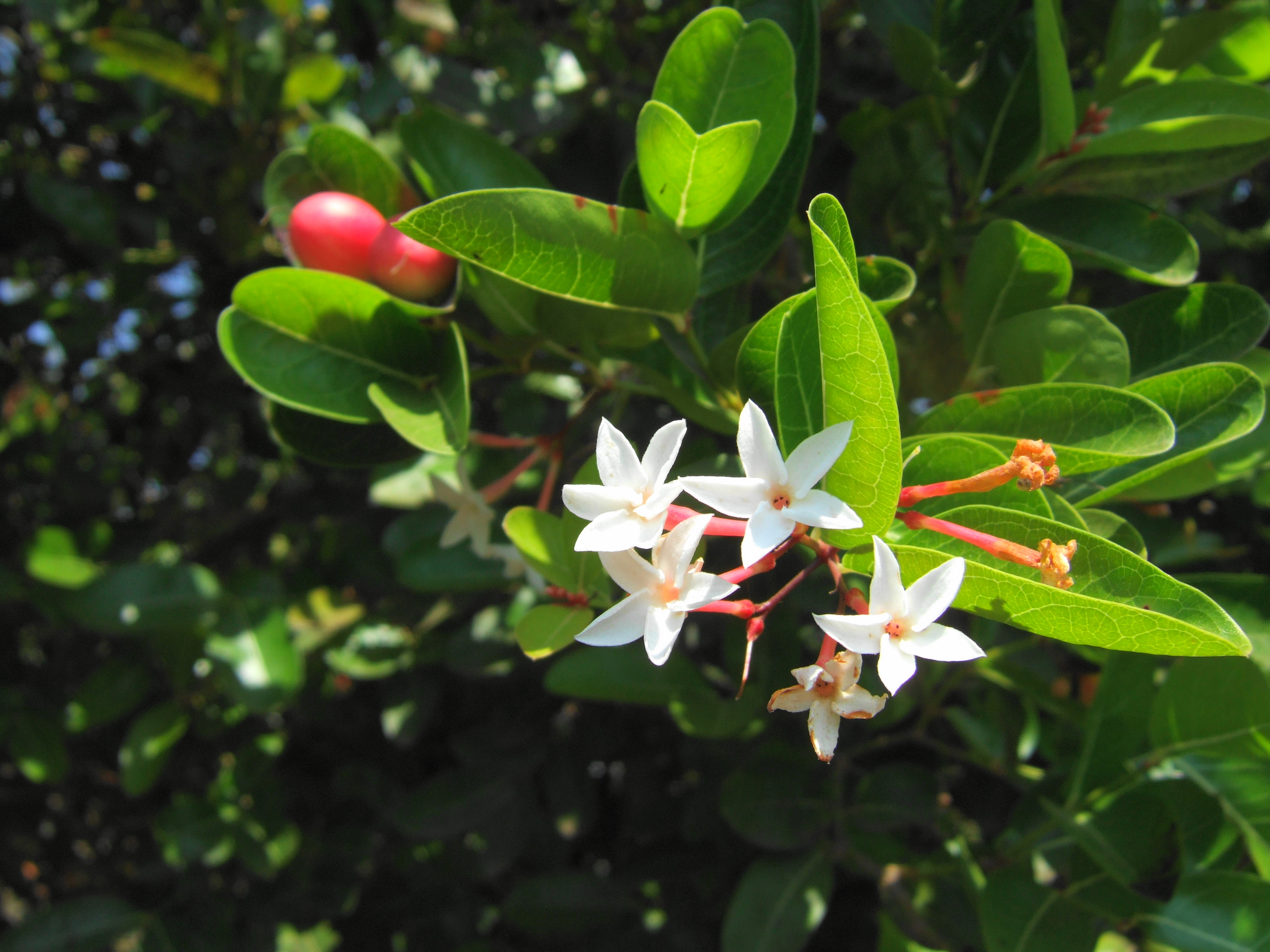
Carissa carandas

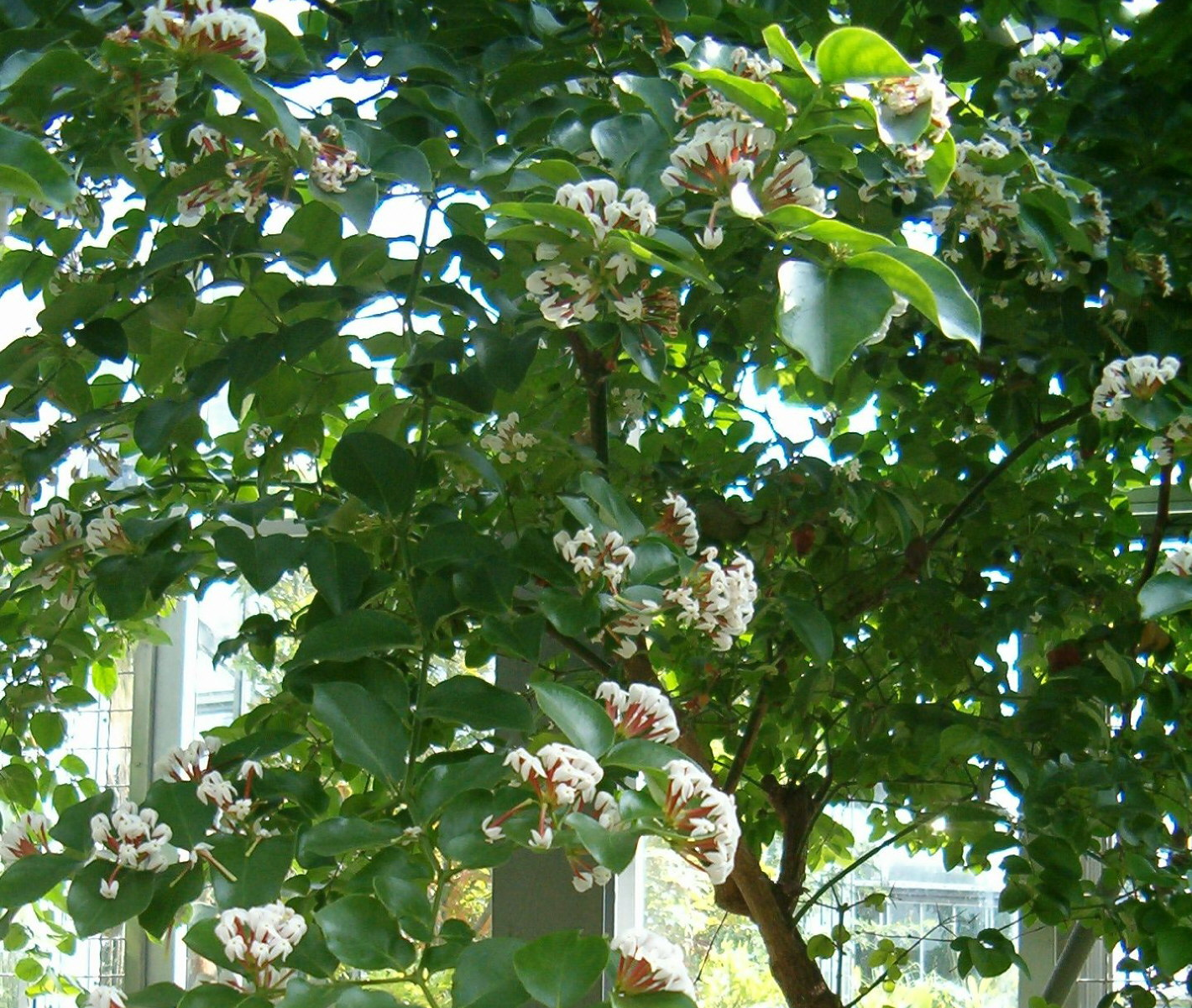
Karandapflaume (Carissa spinarum), blühend

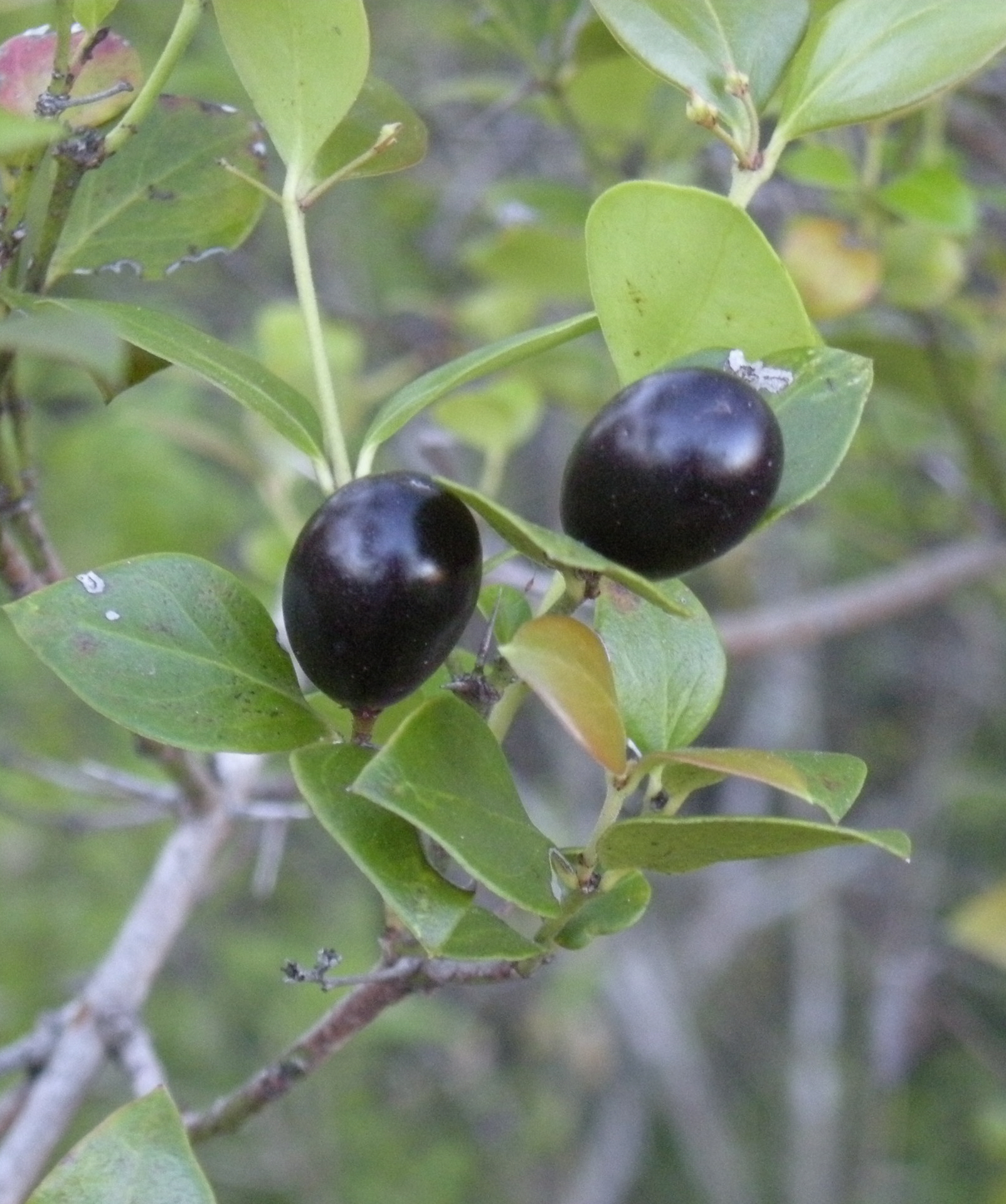
Frucht der Karandapflaume (Carissa spinarum)

## Systematik und Verbreitung
Die Gattung Carissa wurde 1767 durch Carl von Linné in Systema Naturae, 12. Auflage, Band 2, S. 135, 189. aufgestellt. Typusart ist Carissa carandas L. Synonyme für Carissa L. sind: Arduina Mill. ex L., Carandas Adans., Jasminonerium Wolf, Leioclusia Baill., Toxicophlaea Harv.
Die Gattung Carissa gehört zur Tribus Carisseae in der Unterfamilie der Rauvolfioideae innerhalb der Familie der Apocynaceae.
Die Carissa-Arten sind in den Tropen bis Subtropen Afrikas, Madagaskars, Asiens, Australiens und Neukaledoniens verbreitet. Vier Arten kommen auch in China vor.
Die Gattung Carissa umfasst 9 etwa 30 Arten:
- Carissa andamanensis L.J.Singh & Murugan: Sie wurde 2012 von den Andamanen erstbeschrieben.[4]
- Carissa bispinosa (L.) Desf. ex Brenan (Syn.: Arduina bispinosa L., Carissa acuminata (E.Mey.) A.DC., Carissa arduina Lam., Carissa bispinosa subsp. zambesiensis Kupicha, Carissa cordata Fourc., Carissa cordata Dinter, Carissa dinteri Markgr., Carissa erythrocarpa (Eckl.) A.DC., Carissa myrtoides Desf., Carissa sessiliflora Brongn. ex Pichon, Carissa wyliei N.E.Br.): Sie kommt vom südöstlichen Kenia bis ins südliche Afrika (beispielsweise in vielen südafrikanischen Provinzen[5]) vor.[4]
- Carissa boiviniana (Baill.) Leeuwenb.: Sie kommt in Madagaskar vor.[4]
- Carissa carandas L.: Sie kommt ursprünglich in Indien und Bangladesch vor.[4]
- Carissa haematocarpa (Eckl.) A.DC.: Sie kommt vom südlichen Namibia bis zur Kapprovinz vor.[4]
- Natalpflaume (Carissa macrocarpa) (Eckl.) A.DC. (Syn.: Arduina grandiflora E.Mey., Arduina macrocarpa Eckl., Carissa grandiflora (E.Mey.) A.DC.): Sie kommt von Kenia[4] über Mosambik bis zur Ostküste der südafrikanischen Provinzen Ostkap sowie KwaZulu-Natal[5] vor.
- Carissa pichoniana Leeuwenb.: Sie kommt in Madagaskar vor.[4]
- Karandapflaume (Carissa spinarum) L. (Syn.: Carissa edulis (Forssk.) Vahl, Carissa opaca Stapf ex Haines, Carissa ovata R.Br.): Sie kommt von Afrika bis Indochina und von Australien bis Neukaledonien vor.[4]
- Carissa tetramera (Sacleux) Stapf: Sie kommt vom südöstlichen Kenia bis Limpopo, Mpumalanga und zum[4] nordöstlichen KwaZulu-Natal[5] vor.

Von manchen Autoren gehören einige Arten  Gattung zu anderen Gattungen:
- Carissa oblongifolia Hochst. → Acokanthera oblongifolia (Hochst.) Codd
- Carissa schimperi A.DC. → Acokanthera schimperi (A.DC.) Oliv.

## Nutzung
Die Beeren mancher Arten wie der Karandapflaume (Carissa spinarum) sind essbar. Die restlichen Pflanzenteile können jedoch giftig sein.